# Screwball comedy

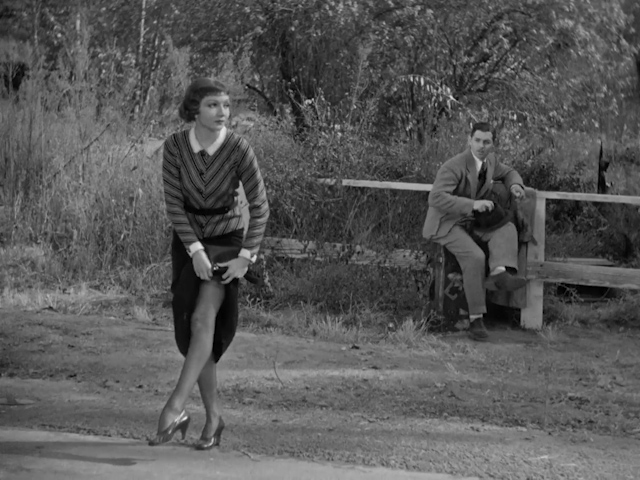
Kadr z filmu Ich noce (1934)

Screwball comedy – odmiana komedii romantycznej, powstała w kinie amerykańskim w latach 30. XX wieku. Jej nazwa pochodzi od amerykańskiego słowa screwball, oznaczającego „dziwaczny”, „zbzikowany”, „postrzelony” czy „irracjonalny”.
Akcja screwball comedy opowiadała o romansie, do którego dochodzi w wyniku nieprawdopodobnego splotu okoliczności, dzięki czemu spotkać się mogą mężczyzna i kobieta pochodzący z różnych środowisk oraz różniący się statusem materialnym, poglądami i sposobem życia. Pierwszym tego typu filmem były Ich noce Franka Capry z 1934. Inne produkcje to między innymi W pogoni za cieniem (1934, reż. W.S. Van Dyke), Jego złota rybka (1936, reż. Jack Conway) i Drapieżne maleństwo (1938, reż. Howard Hawks).
Charakterystyczne dla screwball comedies są liczne farsowe gagi, dynamiczne i błyskotliwe dialogi między postaciami (w tym względzie screwball comedies wykorzystywała nowe możliwości, jakie przyniosło kino dźwiękowe), szybka akcja i niezwykłe zbiegi okoliczności. Istotnym motywem jest też wątek konfrontacji męsko-damskiej, przy czym zwycięstwo w „walce płci” przypada w screwball comedy zazwyczaj kobiecie, szczególnie, że w filmach tych pojawia się nowy typ kobiety – silnej i wyemancypowanej. Komedie tego typu zawierają też wyraźny wątek społeczny, odpowiadający na zapotrzebowanie czasów wielkiego kryzysu – ubóstwo jest wartościowane pozytywnie, podczas gdy bogactwo i przywileje społeczne rodzą snobizm i rozkapryszenie oraz oddalają od prawdziwego życia.
Screwball comedies straciły na popularności po II wojnie światowej, co doprowadziło do stopniowego zamierania gatunku. Jednak nawiązania do tego gatunku można odnaleźć również w późniejszych filmach, czego przykładem może być Pół żartem, pół serio (1959, reż. Billy Wilder).